# Ramenez la coupe à la maison
Ramenez la coupe à la maison è un singolo del cantante francese Vegedream, pubblicato il 19 luglio 2018.
Il brano è stato pubblicato alcuni giorni dopo la vittoria dei Mondiali di calcio 2018 da parte della nazionale francese e, da quel momento, ha ottenuto successo in patria e a livello internazionale ed è entrato a far parte della selezione non ufficiale dei brani dei mondiali.